# Kossou

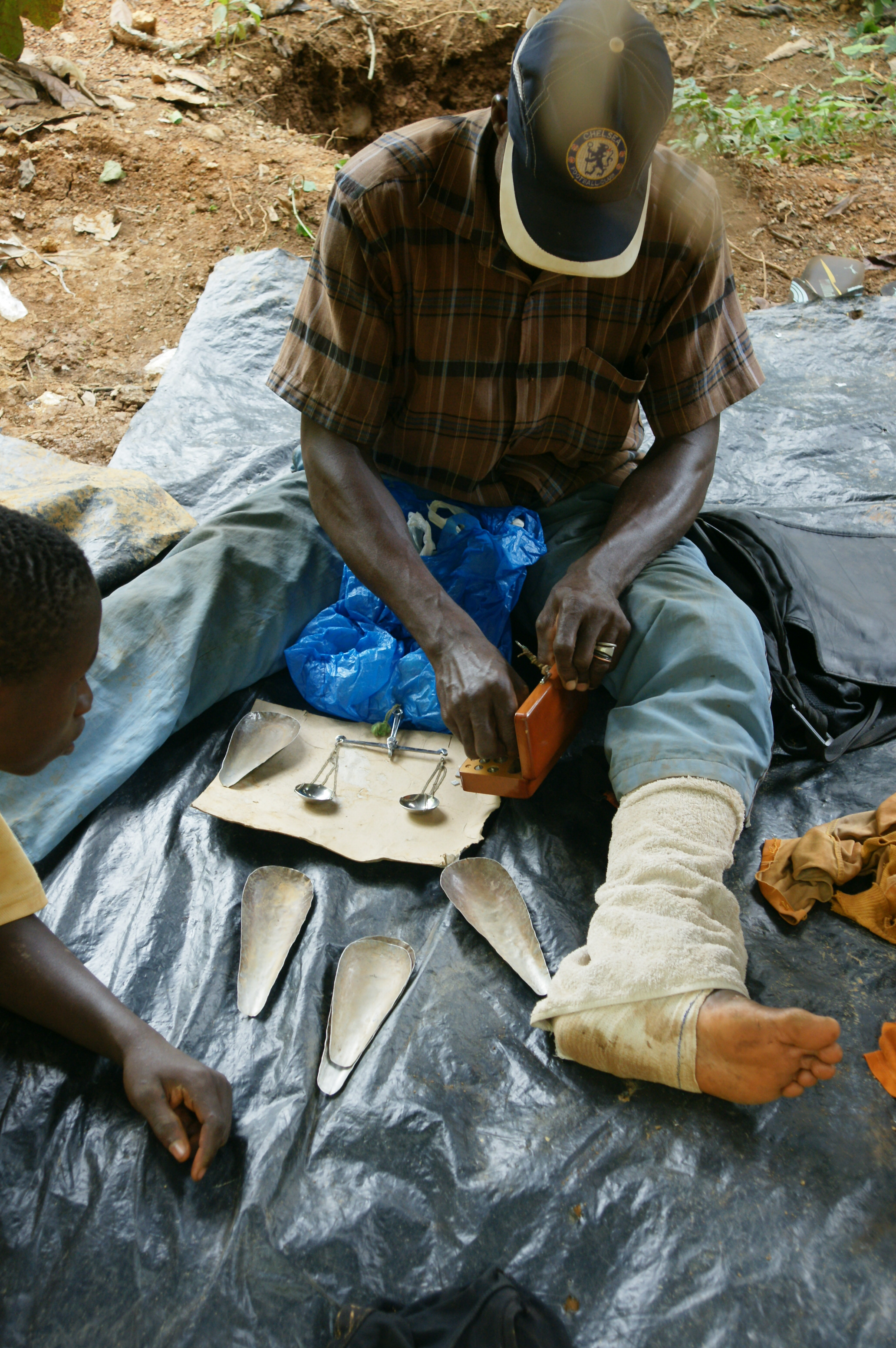
Ein Mann wiegt Gold, das in einer Mine in der Nähe des Staudamms gesammelt wurde

Kossou ist eine Stadt im Zentrum der Elfenbeinküste. Seit 2013 ist sie eine von zwei Unterpräfekturen des Departements Yamoussoukro, Autonomer Bezirk Yamoussoukro. Die Stadt ist nach dem nahegelegenen Stausee Kossou benannt.
Kossou war bis März 2012 eine Gemeinde, dann wurde sie als eine von landesweit 1126 Gemeinden aufgelöst.
Zu den weiteren Dörfern in der Unterpräfektur gehört Zatta.